# Flint Ridge
Flint Ridge är en bergstopp i Antarktis. Den ligger i Östantarktis. Nya Zeeland gör anspråk på området. Toppen på Flint Ridge är 995 meter över havet, eller 194 meter över den omgivande terrängen. Bredden vid basen är 3,3 km.
Terrängen runt Flint Ridge är kuperad åt nordost, men åt sydväst är den bergig. Trakten är obefolkad. Det finns inga samhällen i närheten.